# Saint-Geniès-Bellevue
Saint-Geniès-Bellevue település Franciaországban, Haute-Garonne megyében. Lakosainak száma 2492 fő (2022. január 1.). Saint-Geniès-Bellevue Saint-Loup-Cammas, Castelmaurou, Lapeyrouse-Fossat, Launaguet, Saint-Jean és L’Union községekkel határos.

## Népesség
A település népessége az elmúlt években az alábbi módon változott:
| Lakosok száma | 630  | 1452 | 1529 | 2156 | 2153 | 2342 | 2466 | 2522 | 2512 | 2492 |
|               | 1968 | 1982 | 1990 | 2006 | 2013 | 2015 | 2017 | 2019 | 2020 | 2022 |